# Bloom (banda)
Bloom es una banda de hard rock formada en San Justo, Buenos Aires (Argentina) en 1983 por Andy Tone y su primo Carlos Tone.

## Biografía
El 27 de noviembre de 1983 Bloom hace su primera presentación en vivo en Ramos Mejía (Buenos Aires) con Gabriel Aguirre como la voz del grupo y Keky Barley como guitarrista.
Los primeros temas compuestos por la banda fueron "Oscuro callejón", "Debemos ser igual" y "Mi nena".
En 1986 graban en los estudios Arsis (San Justo, Provincia de Buenos Aires) su primer demo con cuatro canales y dos hits: “Justo en el blanco” y “Dos mundos diferentes”.
A mediados de 1988, Bloom es invitado a la Academia de David Lebón donde graban los temas “Acuéstate” y “Pelearé contra el infierno” en vivo en una sola toma. En el transcurso del mismo año graban su segundo demo en los estudios CAB de Capital Federal (Buenos Aires) y en diez horas de grabación logran tres hits: “Oculto en el corazón”, “Ella es un angel” y “No puedo detenerme ahora”.
En 1991 vuelven a los estudios CAB para grabar un último demo con cuatro temas: “Loco por ti”; “Dame tu amor”; “Bailando en las calles” y “Siempre estás en mi corazón”.
En 1992 ingresan a los estudios ION (uno de los estudios de grabación más importantes de Argentina) y graban doce canciones las cuales conforman el primer álbum de la banda que fue lanzado en el año 1994 con el nombre de “La máquina perversa”.
En 1995, en los estudios Del Pino, comienzan a trabajar en su segundo álbum “Vengador de Inocentes”, el cual es lanzado recién en 1998 debido a problemas internos en la banda.
En 2004 vuelven a los estudios Del Pino para trabajar en su tercer álbum “Jardín de Espinas” que sale a la venta en el verano de 2005.
En 2008 en los estudios "Del Mate" comienzan con la grabación de su cuarto y hasta ahora último disco “Lengua de Plata” cuyo lanzamiento tuvo lugar en noviembre de 2010.
Desde sus comienzos en 1983, Bloom mantiene un ritmo constante de presentaciones en vivo en teatros y festivales pero es sin duda a partir del año 2009 y hasta hoy que encuentra a la banda participando de festivales a nivel nacional y compartiendo escenarios con importantes intérpretes internacionales:
- El 2 de mayo de 2009 con Richie Kotzen (exguitarrista de Poison).
- El 24 de julio de 2009 fueron banda invitada en el regreso de Alakrán (reconocida banda argentina).
- El 27 de noviembre de 2009 fueron banda soporte principal de Skid Row.
- El 7 de noviembre de 2010 son la única banda soporte de Europe.[1]
- En febrero de 2011 participan del Cosquín Rock uno de los festivales de música más importantes que se realizan en la Argentina.[2][3]

## Integrantes actuales
- Andy Tone – Batería y voz (1983 – presente)
- Matt Martín Murúa– Guitarra líder y voz
- Germán Raff – Voz líder y segunda guitarra (1984 – presente)
- Lucio Salmoraghi – Bajo (1985-presente)

### Antiguos miembros
- Carlos Tone – Guitarra (1983)
- Gabriel Aguirre – Voz (1983)
- Fernando Ranfield – Voz (1984)
- Javier Garasi – Bajo (1984)
- Savier Ruiz – Bajo (1985)
- Lucio Salmoraghi – Bajo (1985)
- Alberto de Filippi – Guitarra (1996)
- Sebastián Head – Bajo (1996)
- Keky Barley - Guitarra

(1983)

## Discografía
| #  | Título del Álbum        | Tipo de álbum | Fecha de lanzamiento    |
| -- | ----------------------- | ------------- | ----------------------- |
| 1. | "La máquina perversa"   | Estudio       | 16 de junio de 1992     |
| 2. | "Vengador de inocentes" | Estudio       | 21 de noviembre de 1998 |
| 3. | "Jardín de espinas"     | Estudio       | 27 de noviembre de 2005 |
| 4. | "Lengua de Plata"       | Estudio       | 15 de noviembre de 2010 |

## Curiosidades de la banda
- En 1987 se presentan en un festival utilizando por primera vez efectos especiales: humo flotante, lanzallamas y bombas.

- En 1989 incorporan en sus presentaciones en vivo el clásico tema de Kiss “Rock and Roll All Nite”.

- En el 2000 realizan un tributo a Riff una de las bandas más importantes del rock nacional de Argentina.

- En 2005, Germán Raff (cantante y guitarrista de la banda) participa en un proyecto llamado “Revenge” en el que junto a otros músicos de otras agrupaciones interpretaban covers de KISS.

- De 2006 a 2008, Bloom realiza una serie de conciertos tributo a KISS donde interpretan sus canciones.-